# 詹姆斯·哈斯邦德
詹姆斯·安德魯·哈斯邦德（英語：James Andrew Husband；1994年1月3日—）是一位英格蘭足球運動員。在場上的位置是左後衛，現在效力於英冠球隊黑池。他之前效力於唐卡斯特流浪。

## 俱樂部生涯

### 黑池
2019年7月26日，哈斯邦德以為期一個賽季的租借協議加盟黑池。
2020年1月25日，永久轉會協議生效，哈斯邦德簽署了一份為期18個月的合同，並可選擇再延長12個月。

## 榮譽

### 球會
唐卡斯特流浪
- 英格蘭足球甲級聯賽冠軍：2012-13賽季[6]

## 外部連結
- Soccerway資料庫：詹姆斯·哈斯邦德
- 足球数据库：詹姆斯·哈斯邦德的球员统计数据